# 克魯格洛耶湖 (德米特羅夫區)
56°3′0″N 37°21′32″E / 56.05000°N 37.35889°E

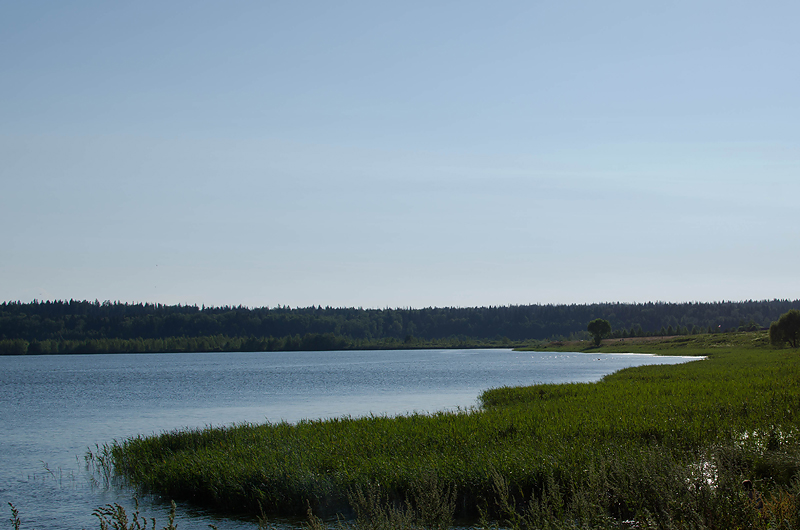

克魯格洛耶湖（俄语：Круглое），是俄羅斯的湖泊，位於該國西部，由莫斯科州負責管轄，處於德米特羅夫區，長1.3公里、寬0.91公里，面積0.96平方公里，最大水深4.2米。